# José María López
José María López, meglio noto come Pechito López (Río Tercero, 26 aprile 1983), è un pilota automobilistico argentino, Campione del Mondo Turismo nel 2014, 2015 e 2016 e attivo in Formula E dal 2016 al 2019. Con la Toyota Gazoo Racing ha vinto due volte il Mondiale Endurance e nel 2021 la 24 Ore di Le Mans.

## Carriera

### Gli esordi
Nel 2001 fece l'esordio nella Formula Renault 2000 Eurocup, anche se il suo esordio motoristico avvenne nel karting; corse nella categoria anche l'anno seguente, impegnandosi anche nella Formula Renault italiana, nella quale divenne campione. Passò quindi alla Formula Renault V6 Eurocup dove vinse il campionato e iniziò la collaborazione con il team DAMS.

### La Formula 3000 e la GP2
Nel 2004 esordì nella Formula 3000 con il team CMS; nel corso della stagione proseguì l'impegno nella Formula Renault V6 Eurocup e compì un test nel campionato FIA GT, partecipando ad una gara con una Lamborghini del team DAMS. Nel 2005 partecipò con la DAMS alla GP2, in cui giunse nono conquistando anche una vittoria, mentre nel 2006 passò alla Super Nova Racing concludendo la stagione al decimo posto.

### Le gare nei campionati a ruote coperte
Nella prima parte del 2007 corse nell'American Le Mans Series con una Ferrari F430 GT per la Corsa Motorsports/White Lightning nella 12 Ore di Sebring e con la Risi Competizione a St. Petersburg.
López ritornò poi nel 2007 per correre nel TC 2000, il campionato nazionale della categoria turismo. Ha vinto il titolo sia nel 2008 che nel 2009; ha inoltre corso nella Turismo Carretera nel 2008 e nella Top Race V6 nel 2009; ha vinto il titolo TRV6 nel 2009. Nel 2009 ha inoltre sfiorato la vittoria nella Turismo Carretera, perdendo così la possibilità di vincere in tre campionati diversi nel corso della stessa stagione.

### Formula 1
Il 23 gennaio 2010, il manager di López ha dichiarato che l'argentino ha firmato un contratto per correre con l'US F1 nel campionato 2010.
Il 3 marzo è stata ufficializzata la rinuncia del team a correre nel campionato; il pilota è perciò liberato dal contratto con il team.

### Campionato del mondo turismo
Nel 2013 prende parte alla sola gara in Argentina. Nel 2014, invece, vince il campionato al volante di una Citroën C-Elysée WTCC con dieci successi in ventitré gare.
L'anno successivo bissa il successo con dieci vittorie su ventiquattro; in entrambi i casi batte i compagni di squadra Yvan Muller e Sebastien Loeb, insieme ai quali consente alla Citroen di dominare le stagioni. Nel 2016 López si ripete conquistando il terzo titolo iridato turismo consecutivo sempre al volante della Citroën C-Elysée, prima di abbandonare la categoria insieme alla casa francese con cui continua il rapporto in Formula E.

### Formula E

#### DS Virgin (2016-2017)
Nella stagione 2016-2017 López partecipa al campionato di Formula E con il team DS Virgin Racing. Dopo diversi appuntamenti sfortunati, segnati comunque da buone prestazioni, l'argentino ottiene il suo primo podio nel E-Prix di Parigi, dove giunge secondo dietro a Sébastien Buemi. López torna a podio nel ultimo appuntamento stagionale a Montréal dove arriva terzo dietro a Jean-Éric Vergne e Felix Rosenqvist. Chiude la stagione con 65 punti e il nono posto in classifica generale.

#### Dragon (2017-2019)
Lopez non viene confermato dal team Virgin, rimane per un primo momento senza un sedile per la stagione 2017-2018, ma già dal E-Prix di Marrakech viene chiamato dalla Dragon Racing per sostituire Neel Jani. Nonostante la vettura poco competitiva, riesce a ottenere un sesto posto nella gara d'esordio, nel resto della stagione ottiene altri due piazzamenti a punti, un ottavo posto nel E-Prix di Punta del Este e un decimo posto nel E-Prix di Parigi. L'argentino termina la stagione al diciassettesimo posto con 14 punti.
Per la stagione successiva viene confermato dalla Dragon Racing. Come la stagione precedente la vettura non è molto competitiva, Lopez durante la stagione ottiene solo tre punti, due ottenuti nel E-Prix di Santiago e uno nel E-Prix di Monaco.

### Mondiale Endurance
Nel 2017 in contemporanea ai suoi impegni in Formula E, López viene ingaggiato dalla Toyota per il Campionato del mondo endurance, l'argentino affiancherà Kamui Kobayashi e Mike Conway alla guida della TS050 Hybrid. La prima stagione nel WEC è al disotto delle aspettative, l'equipaggio non ottiene nessuna vittoria, inoltre López è costretto a salta la 6 Ore di Spa-Francorchamps per infortuno, viene sostituito da Stéphane Sarrazin.
Per la stagione 2018-2019 López viene confermato dal team nipponico ed conquista due vittorie, la 6 Ore del Fuji e la 6 Ore di Shanghai. Nella stagione seguente  l'equipaggio sempre formato da López, Kobayashi e Conway vincono quattro eventi su otto ed si laureano campioni del mondo per la loro prima volta. L'anno seguente arriva anche il primo successo per López nella 24 Ore di Le Mans e grazie alla vittoria nella 6 Ore di Monza e alla 8 Ore del Bahrain l'equipaggio si laurea campione del mondo per la seconda volta.
Nel 2022 López viene confermato insieme a Kobayashi e Conway, l'equipaggio vince due gare, la 6 Ore di Spa-Francorchamps e l'8 Ore del Bahrain, inoltre, ottiene il secondo posto alla 24 Ore di Le Manse chiudono terzi in classifica finale.
Per la stagione 2023 viene confermato dalla Toyota e inoltre, corre per il team Cool Racing nel European Le Mans Series. Il pilota argentino con il suo team ottiene quattro vittorie e chiude secondo posto in classifica davanti alle Ferrari 499P.
Nel 2024, Lopez lascia la Toyota Hypercar dopo sei anni per passare alla classe GT3, correndo con la Lexus RC F GT3 del team Akkodis ASP Team. Per la 24 Ore di Le Mans 2024 torna in Hypercar con la Toyota visto l'infortunio di Mike Conway in allenamento. L'anno seguente viene confermato in GT3 dalla Lexus.

## Risultati sportivi

### International Formula 3000
(Le gare scritte in Grassetto indicano una pole position) (Le gare scritte in Corsivo indicano il giro più veloce)
(Legenda)
| Stagione | Scuderia        | Vettura         | 1       | 2     | 3     | 4     | 5       | 6     | 7     | 8     | 9     | 10      | Pos. | Punti |
| -------- | --------------- | --------------- | ------- | ----- | ----- | ----- | ------- | ----- | ----- | ----- | ----- | ------- | ---- | ----- |
| 2004     | CMS Performance | Lola-Zytek/Judd | IMO Rit | CAT 6 | MON 3 | NUR 5 | MAG Ret | SIL 4 | HOC 6 | HUN 8 | SPA 3 | MNZ Rit | 6º   | 28    |

### GP2 Series
(Le gare scritte in Grassetto indicano una pole position) (Le gare scritte in Corsivo indicano il giro più veloce)
(Legenda)
| Stagione | Scuderia          | Vettura         | 1         | 2           | 3           | 4           | 5           | 6          | 7           | 8           | 9           | 10          | 11          | 12         | 13          | 14          | 15          | 16        | 17          | 18          | 19          | 20          | 21          | 22        | 23        | Pos. | Punti |
| -------- | ----------------- | --------------- | --------- | ----------- | ----------- | ----------- | ----------- | ---------- | ----------- | ----------- | ----------- | ----------- | ----------- | ---------- | ----------- | ----------- | ----------- | --------- | ----------- | ----------- | ----------- | ----------- | ----------- | --------- | --------- | ---- | ----- |
| 2005     | DAMS              | Dallara-Renault | SMR FEA 2 | SMR SPR 11  | ESP FEA 6   | ESP SPR 1   | MON FEA Rit | EUR FEA 13 | EUR SPR 14  | FRA FEA 2   | FRA SPR Rit | GBR FEA 9   | GBR SPR Rit | GER FEA 13 | GER SPR 10  | HUN FEA Rit | HUN SPR Rit | TUR FEA 6 | TUR SPR 7   | ITA FEA Rit | ITA SPR Rit | BEL FEA 10  | BEL SPR 8   | BHR FEA 4 | BHR SPR 4 | 9º   | 36    |
| 2006     | Super Nova Racing | Dallara-Renault | VAL FEA 5 | VAL SPR Rit | SMR FEA Rit | SMR SPR Rit | EUR FEA 4   | EUR SPR 3  | ESP FEA Rit | ESP SPR Rit | MON FEA Rit | GBR FEA Rit | GBR SPR 14  | FRA FEA 3  | FRA SPR Rit | GER FEA 7   | GER SPR 2   | HUN FEA 8 | HUN SPR Rit | TUR FEA 9   | TUR SPR 11  | ITA FEA Rit | ITA SPR Rit |           |           | 10º  | 30    |

### Campionato del mondo turismo
| Stagione | Scuderia           | Vettura               | 1       | 2       | 3       | 4       | 5        | 6       | 7       | 8       | 9       | 10       | 11      | 12        | 13      | 14      | 15      | 16      | 17      | 18        | 19      | 20      | 21      | 22      | 23    | 24      | Pos. | Punti |
| -------- | ------------------ | --------------------- | ------- | ------- | ------- | ------- | -------- | ------- | ------- | ------- | ------- | -------- | ------- | --------- | ------- | ------- | ------- | ------- | ------- | --------- | ------- | ------- | ------- | ------- | ----- | ------- | ---- | ----- |
| 2013     | Wiechers-Sport     | BMW 320 TC            | ITA 1   | ITA 2   | MAR 1   | MAR 2   | SLO 1    | SLO 2   | UNG 1   | UNG 2   | AUS 1   | AUS 2    | RUS 1   | RUS 2     | POR 1   | POR 2   | ARG 1 5 | ARG 2 1 | USA 1   | USA 2     | GIA 1   | GIA 2   | CIN 1   | CIN 2   | MAC 1 | MAC 2   | 15º  | 35    |
| 2014     | Citroën Total WTCC | Citroën C-Elysée WTCC | MAR 1   | MAR 2   | FRA 1 4 | FRA 2 1 | UNG 1 2  | UNG 2 6 | SVC 1 2 | SVC 2 C | AUT 1 3 | AUT 2 1  | RUS 1   | RUS 2 Rit | BEL 1 2 | BEL 2 1 | ARG 1   | ARG 2 1 | PEC 1 3 | PEC 2 4   | CIN 1   | CIN 2 3 | GPN 1   | GPN 2 6 | MAC 1 | MAC 2 5 | 1º   | 462   |
| 2015     | Citroën Total WTCC | Citroën C-Elysée WTCC | ARG 1   | ARG 2   | MAR 1   | MAR 2 3 | UNG 1    | UNG 2 6 | GER 1   | GER 2   | RUS 1 2 | RUS 2 12 | SVC 1 2 | SVC 2     | FRA 1 3 | FRA 2 1 | POR 1   | POR 2 5 | GPN 1   | GPN 2 Rit | CIN 1   | CIN 2 3 | THA 1   | THA 2 3 | QAT 1 | QAT 2 8 | 1º   | 475   |
| 2016     | Citroën Racing     | Citroën C-Elysée WTCC | FRA 1 6 | FRA 2 1 | SVC 1 5 | SVC 2 1 | UNG 1 13 | UNG 2 1 | MAR 1 2 | MAR 2 1 | GER 1   | GER 2 1  | RUS 1 5 | RUS 2 8   | POR 1 5 | POR 2 5 | ARG 1 5 | ARG 2 1 | GPN 1 4 | GPN 2     | CIN 1 4 | CIN 2 1 | QAT 1 9 | QAT 2 3 |       |         | 1º   | 381   |

### Formula E
| Stagione | Scuderia         | Vettura             | 1       | 2      | 3      | 4       | 5       | 6       | 7      | 8      | 9      | 10     | 11      | 12      | 13      | Punti | Pos |
| -------- | ---------------- | ------------------- | ------- | ------ | ------ | ------- | ------- | ------- | ------ | ------ | ------ | ------ | ------- | ------- | ------- | ----- | --- |
| 2016-17  | DS Virgin Racing | Spark-Virgin DSV-02 | HKG Rit | MAR 10 | BNA 10 | MEX 6   | MON Rit | PAR 2   | BER 4  | BER 5  | NYC    | NYC    | MTR Rit | MTR 3   |         | 65    | 9º  |
| 2017-18  | Dragon Racing    | Spark-Penske EV-2   | HKG     | HKG    | MAR 6  | SAN Rit | MEX 12  | PDE 8   | ROM 17 | PAR 10 | BER 18 | ZUR 12 | NYC Rit | NYC Rit |         | 14    | 17º |
| 2018-19  | GEOX Dragon      | Spark-Penske EV-3   | DIR Rit | MAR 11 | SAN 9  | MEX 17  | HKG 11  | SAY Rit | ROM 16 | PAR 13 | MON 10 | BER 20 | BRN SQ  | NYC 12  | NYC Rit | 3     | 21º |

### WEC
| Anno    | Squadra             | Classe   | Vettura             | SIL | SPA | LMS | NÜR | MEX | COA | FUJ | SHA | BHR | Punti | Pos. |
| ------- | ------------------- | -------- | ------------------- | --- | --- | --- | --- | --- | --- | --- | --- | --- | ----- | ---- |
| 2017    | Toyota Gazoo Racing | LMP1     | Toyota TS050 Hybrid | 13  |     | Rit | 3   | 4   | 4   | 2   | 4   | 4   | 84.5  | 6°   |
| Anno    | Squadra             | Classe   | Vettura             | SPA | LMS | SIL | FUJ | SHA | SEB | SPA | LMS |     | Punti | Pos. |
| 2018-19 | Toyota Gazoo Racing | LMP1     | Toyota TS050 Hybrid | 2   | 2   | SQ  | 1   | 1   | 2   | 6   | 2   |     | 157   | 2°   |
| Anno    | Squadra             | Classe   | Vettura             | SIL | FUJ | SHA | BHR | COA | SPA | LMS | BHR |     | Punti | Pos. |
| 2019-20 | Toyota Gazoo Racing | LMP1     | Toyota TS050 Hybrid | 1   | 2   | 3   | 1   | 3   | 1   | 3   | 1   |     | 207   | 1º   |
| Anno    | Squadra             | Classe   | Vettura             | SPA | ALG | MNZ | LMS | BHR | BHR |     |     |     | Punti | Pos. |
| 2021    | Toyota Gazoo Racing | Hypercar | Toyota GR010 Hybrid | 3   | 2   | 1   | 1   | 1   | 2   |     |     |     | 173   | 1º   |
| Anno    | Squadra             | Classe   | Vettura             | SEB | SPA | LMS | MON | FUJ | BHR |     |     |     | Punti | Pos. |
| 2022    | Toyota Gazoo Racing | Hypercar | Toyota GR010 Hybrid | Rit | 1   | 2   | 3   | 2   | 1   |     |     |     | 133   | 3°   |
| Anno    | Squadra             | Classe   | Vettura             | SEB | ALG | SPA | LMS | MON | FUJ | BHR |     |     | Punti | Pos. |
| 2023    | Toyota Gazoo Racing | Hypercar | Toyota GR010 Hybrid | 1   | 9   | 1   | Rit | 1   | 1   | 2   |     |     | 145   | 2°   |
| Anno    | Squadra             | Classe   | Vettura             | QAT | IMO | SPA | LMS | SÃO | COA | FUJ | BHR |     | Punti | Pos. |
| 2024    | Akkodis ASP Team    | LMGT3    | Lexus RC F GT3      | 16  | 15  | 14  |     | 11  | 11  |     |     |     | 0*    |      |
| 2024    | Toyota Gazoo Racing | Hypercar | Toyota GR010 Hybrid |     |     |     | 2   |     |     |     |     |     | 36*   |      |
| Anno    | Squadra             | Classe   | Vettura             | QAT | IMO | SPA | LMS | SÃO | COA | FUJ | BHR |     | Punti | Pos. |
| 2025    | Akkodis ASP Team    | LMGT3    | Lexus RC F GT3      | Rit | 4   | Rit | 5   |     |     |     |     |     | 32*   |      |
| Legenda |                     |          |                     |     |     |     |     |     |     |     |     |     |       |      |

* Stagione in corso.

### 24 Ore di Le Mans
| Anno | Squadra             | Co-piloti                       | Vettura             | Classe   | Giri | Pos. | Pos. Classe. |
| ---- | ------------------- | ------------------------------- | ------------------- | -------- | ---- | ---- | ------------ |
| 2017 | Toyota Gazoo Racing | Yuji Kunimoto Nicolas Lapierre  | Toyota TS050 Hybrid | LMP1     | 160  | DNF  | DNF          |
| 2018 | Toyota Gazoo Racing | Kamui Kobayashi Mike Conway     | Toyota TS050 Hybrid | LMP1     | 386  | 2°   | 2°           |
| 2019 | Toyota Gazoo Racing | Kamui Kobayashi Mike Conway     | Toyota TS050 Hybrid | LMP1     | 385  | 2°   | 2°           |
| 2020 | Toyota Gazoo Racing | Kamui Kobayashi Mike Conway     | Toyota TS050 Hybrid | LMP1     | 381  | 3°   | 3°           |
| 2021 | Toyota Gazoo Racing | Kamui Kobayashi Mike Conway     | Toyota GR010 Hybrid | LMH      | 371  | 1°   | 1°           |
| 2022 | Toyota Gazoo Racing | Kamui Kobayashi Mike Conway     | Toyota GR010 Hybrid | LMH      | 380  | 2°   | 2°           |
| 2023 | Toyota Gazoo Racing | Kamui Kobayashi Mike Conway     | Toyota GR010 Hybrid | LMH      | 103  | DNF  | DNF          |
| 2024 | Toyota Gazoo Racing | Nyck de Vries Kamui Kobayashi   | Toyota GR010 Hybrid | Hypercar | 311  | 2°   | 2°           |
| 2025 | Akkodis ASP Team    | Clemens Schmid Petru Umbrărescu | Lexus RC F GT3      | LMGT3    | 340  | 37°  | 5°           |

### European Le Mans Series
(legenda) (Le gare in grassetto indicano la pole position) (Le gare in corsivo indicano Gpv)
| Anno    | Squadra     | Classe | Vettura  | BAR | LEC | ARA | SPA | POR | ALG | Punti | Pos. |
| ------- | ----------- | ------ | -------- | --- | --- | --- | --- | --- | --- | ----- | ---- |
| 2023    | Cool Racing | LMP2   | Oreca 07 | 4   | 4   | 6   | 3   | 4   | 7   | 68    | 6º   |
| Legenda |             |        |          |     |     |     |     |     |     |       |      |

*Stagione in corso.